# 濟南基督長老教會

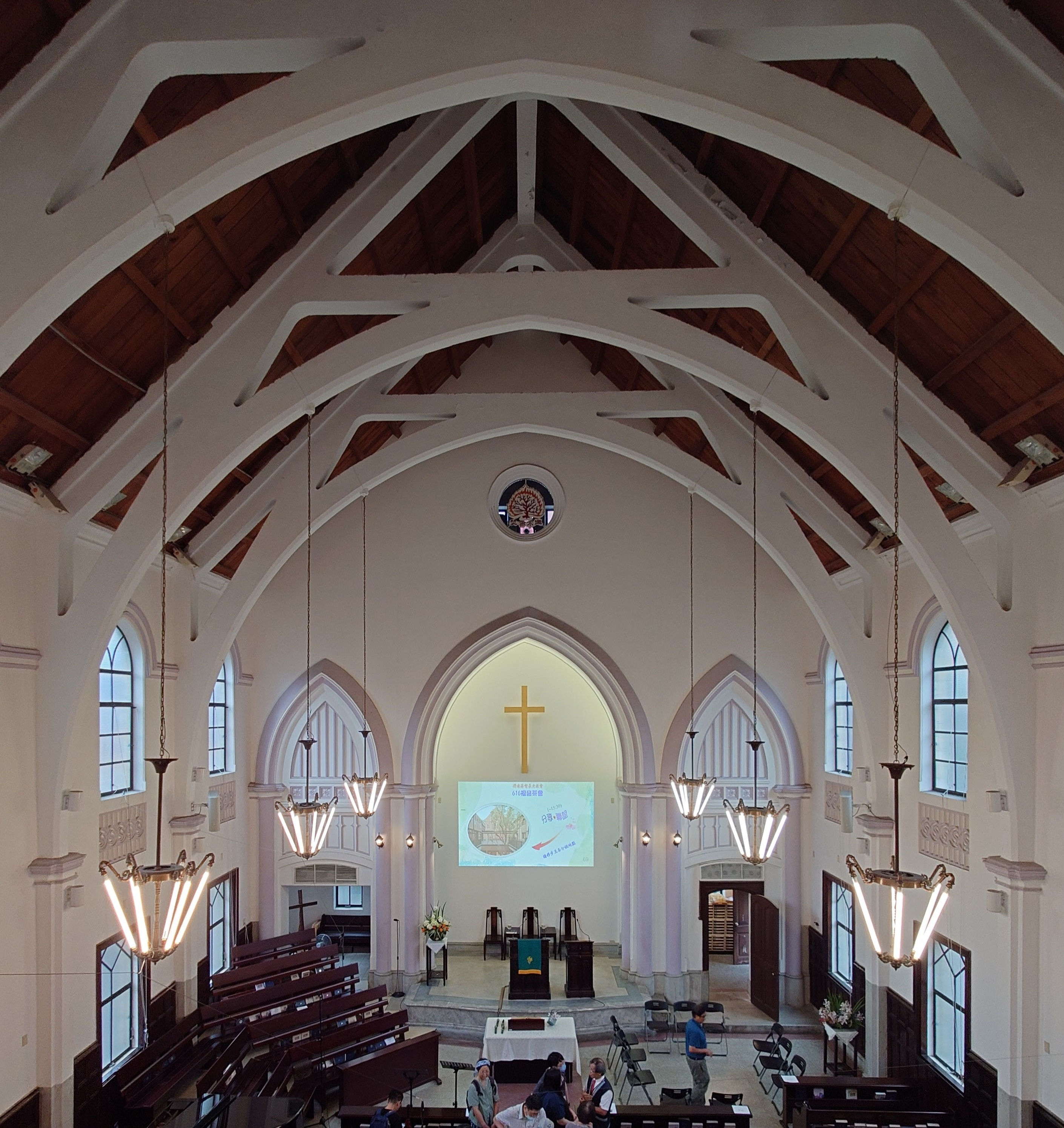
禮拜堂內部

台灣基督長老教會濟南教會，通稱濟南教會、濟南基督長老教會，原名臺北幸町教會，是位於臺灣臺北市中正區的長老會教堂，因位處博愛特區一帶的濟南路而得名。其由台北日本基督教會於1916年興建落成，戰後移交台灣基督長老教會管理，中華民國政府遷臺後另有「台北國語禮拜堂」共用此教堂。

## 歷史

### 台灣日治時期
大清帝國於《馬關條約》割讓台灣給日本後，日本基督教新教各教派陸續來臺，但以在台日本人為主要對象，日本基督教以不分教派的「基督信徒一致會」展開對台灣各地的宣教。
1895年，日本基督教傳道局第10回大會承認台灣傳道開始案，派遣日本基督教會的河合龜輔牧師於1896年5月27日來到台北宣教，開始借用「艋舺教會」聚會，並曾遷移數次聚會場地。同年9月，河合龜輔獲得基督徒富商李春生與加拿大長老會馬偕牧師幫助，在新起街（現西門町漢中街）民宅開始有固定聚會場所。11月日本基督教會大會派遣傳道局長大儀見元一郎來台視察，該月22日協議決定正式成立「台北日本基督教會」，由河合龜輔牧師擔任第一任牧師。1897年，因信徒日增而集會空間不足，信徒倡議興建會堂，先得李春生捐獻西門街外三丁目約三百坪土地及二千圓日幣，加上信徒所獻共募四千四百餘圓。1899年開工，隔年2月10日竣工並舉行獻堂感恩禮拜。

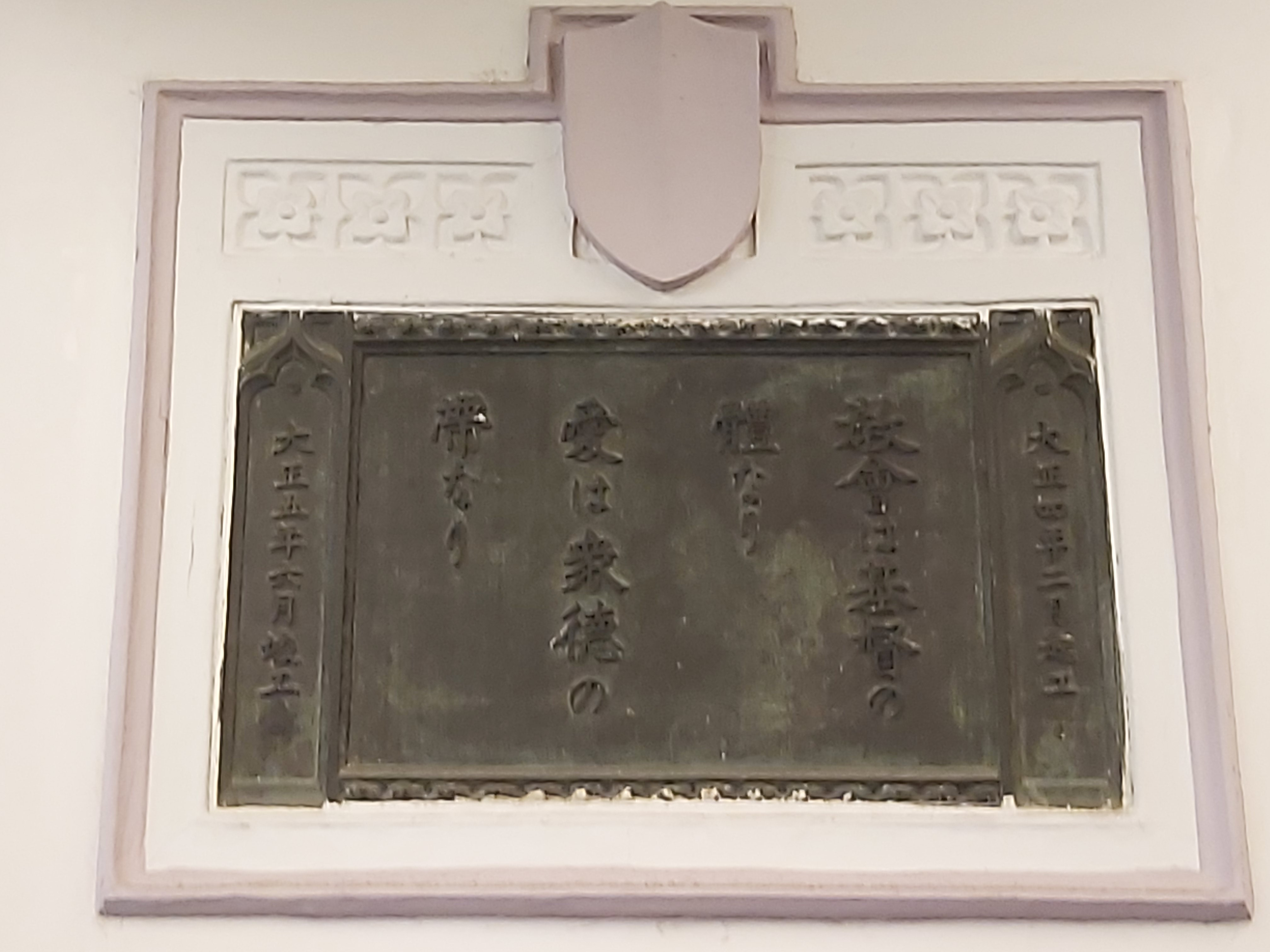
竣工紀念碑，銘有日文「教会は基督の体なり 愛は衆徳の帯なり」字樣

1907年，原有聚會場所不足使用，2月24日河合龜輔召開信徒大會，決籌募五萬圓並賣掉新起街舊會堂，重新興建更大的禮拜堂。由教會長老時任總督府土木局長長尾半平擔任建堂委員長籌募資金。1912年大谷虞任第二任牧師，奔走全台講道募款，經過約八年募款達到預定目標。禮拜堂位於幸町，由總督府營繕課技師井手薰設計，於1915年2月28日開工興建；經過一年四個月，於1916年6月28日竣工，便是今日的濟南教會。總計花費四萬八千七百餘圓，產權登記在日本教會名下。
1933年，時任牧師上與二郎為擴大向台灣人佈教，決定在大稻埕以日語傳道，稱為太平町傳道所。兩年後改稱為「台北日本基督教會太平町教會」。
1937年5月台北日本基督教會改名為「台北幸町教會」，同年盧溝橋事件後，日本政府發起「國民精神總動員運動」來強制基督教支持其政策，軍國主義、天皇崇拜、神道教結合下的皇民化運動更在太平洋戰爭後加速推行，教會和傳道人受到嚴密監視，禮拜中必須用日語講道、唱日本國歌、行「國民禮儀」（遙拜日本皇宮），教會學校師生更被迫到神社參拜，教會所屬學校和醫院逐一被控制、被接收、或被迫關閉。由於英國、加拿大宣教師在1940年被遣返回國，臺灣教會被迫全面「自立」，卻無法跳脫台灣總督府的控制。1943年2月25日台灣基督長老教會被迫在彰化成立「總會」，1944年4月29日更和其他教派一起被納入在台北幸町教會成立的「日本基督教臺灣教團」，此後台北幸町教會成為隱晦形式的國家教堂。日本基督教臺灣教團直到1945年10月2日才宣布解散。

### 第二次世界大戰後

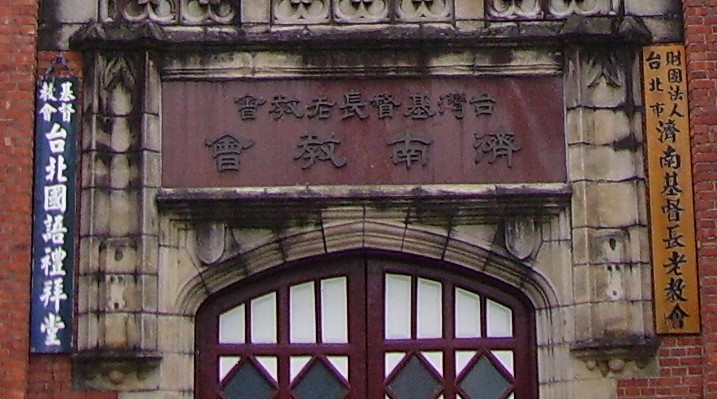
一間教堂，兩座門銜

1945年第二次世界大戰同盟國勝利，八月日本投降，台北幸町教會改名為濟南街教會。日本人信徒陸續返國，當時其他各地日本教會聚會都沒有人，大家由各地聚集到台北幸町教會，濟南教會成為在台日人信徒最後唯一集會點。
1946年10月，上與二郎牧師將幸町教會、太平町教會所有會籍移交台灣基督長老教會北部大會；由台籍牧師郭和烈擔任濟南街教會第一任牧師。上與二郎曾領導全台教會，中華民國接管臺灣後，上與二郎雖被遣返日本，他心中仍認為將來仍會再返台牧會（他認為五年後日本必重新奪回台灣，屆時向政府要回教產比較快）；因而雖將濟南教會所有信徒會籍移交給台灣基督長老教會，卻沒有將濟南教會產權交給台灣基督長老教會北部大會，而交給台北市政府，被國有財產局收歸國有。
郭和烈接任後，日籍會友都被遣送回日，因此將以台籍會友為主的子會太平町教會遷回母堂，加上附近台大醫學院的教授與學生會友，人數逐漸增加。隔年協助教會青年董大成、林宗義、林國煌等人發起組織台灣教會青年團契，在戰後，除了快速回復各項事工及收復教產之事宜外，也促成原本各自分立的南北兩大會於1951年3月7日合一，在七星中會雙連教會成立「台灣基督長老教會總會」。
1949年中國國民黨在中國大陸戰敗，超過150萬的中國大陸人士隨中華民國政府遷臺，因為有為數眾多的宣教師轉進臺灣，而台灣各地原有之教會均以台語傳道，范誦堯、唐守謙及李鐘賢靜等基督徒在台北市發起組設國語禮拜聚會。國語禮拜聚會最初借用許昌街青年會會議所，參加禮拜者日有增多，幾至無法容納。當時台北市市長游彌堅亦為參加國語禮拜之基督徒，乃要求「濟南街基督長老教會」與國語禮拜堂共用教堂聚會。後來國語禮拜堂人數漸增，1957年時因感寄人籬下之不便，遂興建堂之議，決議遷至公館位於羅斯福路三段的「聯誼英語長老教會」在該地合建教堂，於1963年完成。為表示國語部和英語部會友互守誠信，名之為「信友堂」，更於1989年擴建，成為今日地上五層、地下二層的中華基督教長老會台北信友堂。而不願遷移至公館的信徒繼續延續國語禮拜堂的聚會迄今，兩教會約定，禮拜日上午九點半至十點半為台語禮拜，十點半以後為國語禮拜。今日則為上午九點為台語禮拜，十一點為國語禮拜。

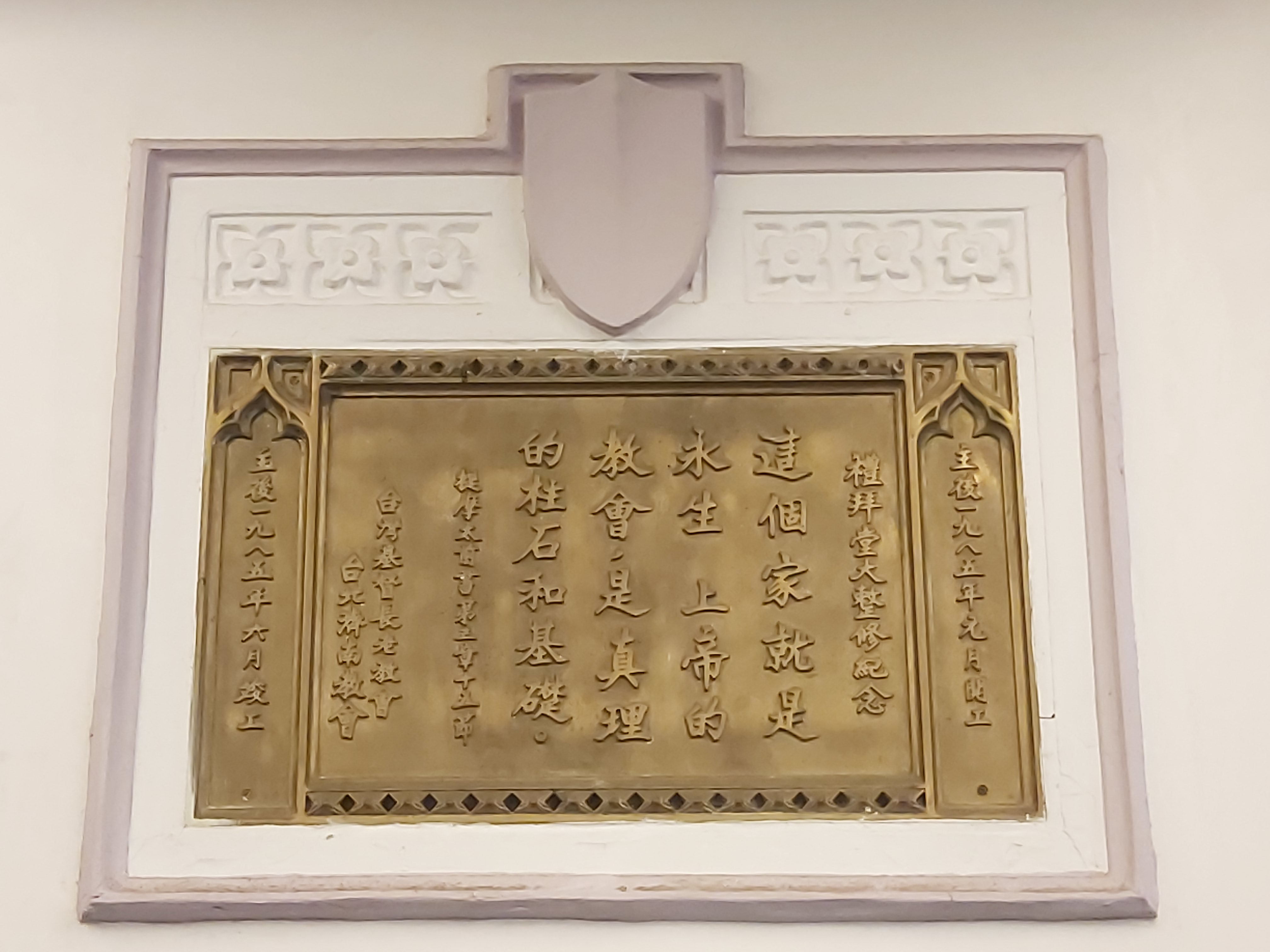
1985年禮拜堂整修紀念碑

1972年政府發佈「國有財產贈與寺廟教堂辦法」，濟南教會土地按都市計畫被列為學校用地。1975年4月5日蔣介石過世後，1975年4月26日召開的中華民國基督教追思故總統蔣公籌備會議中，通過了台灣信義會靈光堂張力長老的主張，推動全國教會共同興建「聖介石堂」之提案，此案議決同意並交由中華民國基督教會協會常務理事會研辦。基於諸多的歷史情感，黨國基督徒倡議在濟南長老教會現址上建一座「中正紀念禮拜堂」，據說也獲得了宋美齡的同意。對許多黨國基督徒而言，他們對濟南教堂有諸多特殊的情感與記憶，加上緊鄰總統府和中正紀念堂，選濟南教堂打造一個「國家教會」，更可作為一種「新」的象徵來取代日本時代以來「舊」的象徵。結果，卻被當時擔任總統的李登輝否決了，將這座古老的歷史性教堂列為古蹟，基督徒的「中正紀念禮拜堂」大計就此告吹，同時象徵台灣基督教「護教反共時期」的結束。

### 解嚴之後

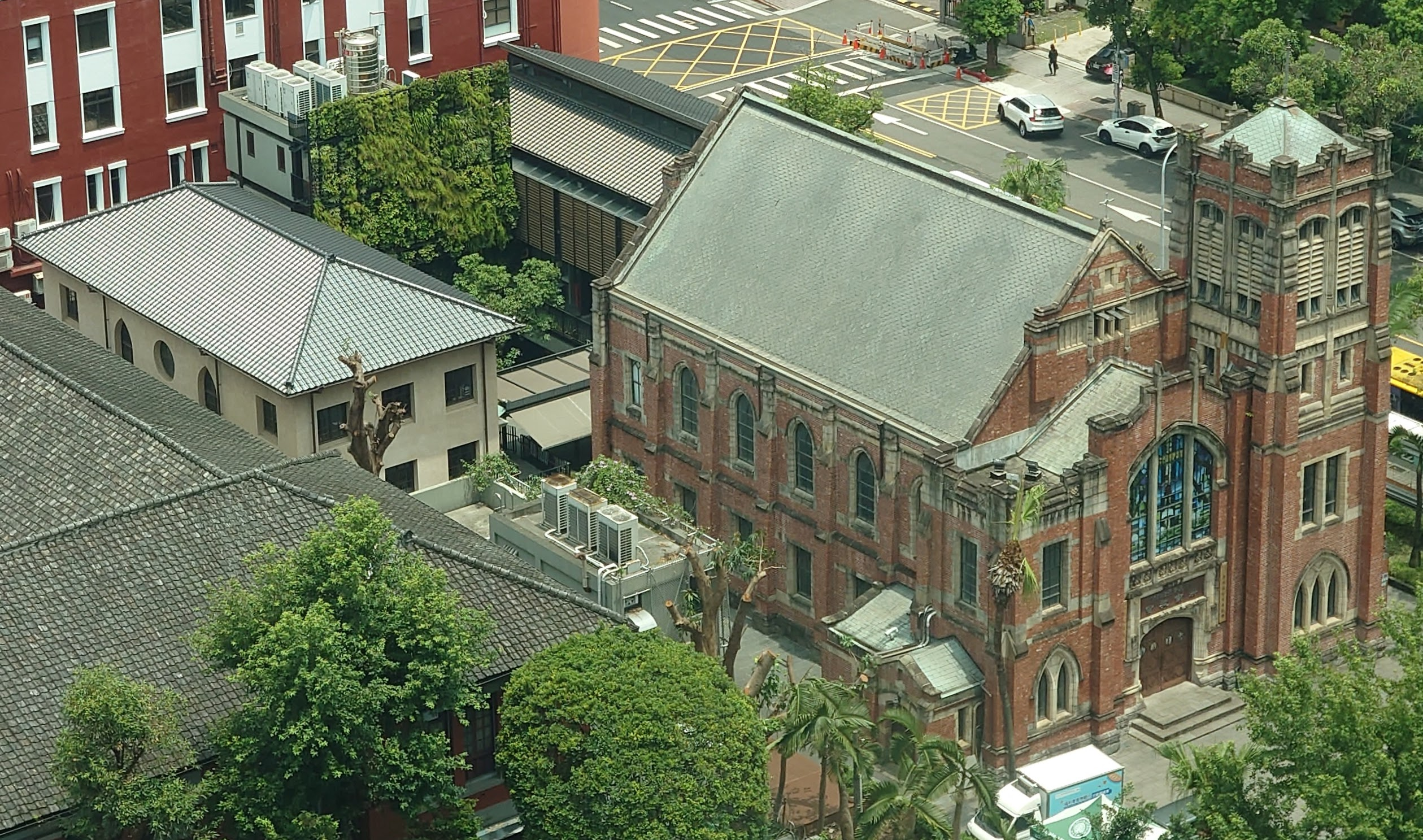
濟南教會禮拜堂與後方主日學教室、宣教中心

1990年代解嚴之後。當時的國語禮拜堂董事長林丕鴻表示：國語禮拜堂與台灣基督長老教會濟南路教會，共同使用一個禮拜堂，已近三十多年，於各自教務的發展，彼此間常感不便，解決之道，惟有設法擴建，分堂聚會，始能滿足雙方之需要，中華民國基督教會協會總幹事康竣璧先生，為協助進行擴建，多方奔走，希望能就禮拜堂現址，改建為十二層大樓，使國語禮拜堂與濟南路長老教會，各有其自己之聚會場所，所餘樓層則供基督教團體集會及各項活動之用。 此項提議遭長老教會拒絕。1998年5月4日台北市政府公告濟南基督長老教會為直轄市市定古蹟，解除學校用地名目。

中華民國內政部於2005年推動修正《土地法》，包括濟南長老教會、北投普濟寺、鹿港城隍廟、新竹城隍廟等極具歷史、宗教意義的寺廟、教堂，將可依法由政府將目前使用的國有地轉贈給這些使用的寺廟與教堂。長老教會濟南教會產權得以恢復，並與國語禮拜堂和好，出具聲明書確認建築物為濟南教會管理、維護，2006年12月29日教會產權登記完成。2008年，周邊的違建戶收回，改建為主日學教室。

2008年濟南教會開始修建被白蟻蛀蝕的屋頂，禮拜地點改至台大校友會館4樓。2009年4月5日禮拜堂建築外觀整理與屋頂修繕完成，為屋頂外鋪銅瓦、內鋪台灣檜木。由於濟南教會近年空間不敷使用，遂決定將日本時代所興建的主日學教室（市定古蹟）予以修繕，並在牧師館原址興建宣教中心。邀請著名建築師張哲夫設計、監造，福住建設公司營造，由於古蹟園區容積率的限制，只能興建地上二層，地下三層的建築。由於大禮拜堂及主日學教室被定為古蹟，為了要開挖地下室及保留主日學教室全棟，將主日學教室的古蹟建築平移24公尺至濟南路一側，並在原址向下挖掘連續壁、補強地基作業後，再將古蹟遷回原址修復。完成後，主日學教室將恢復主日學師生使用，宣教中心地下一樓綠園中庭可供教友靜思默想，並設置容納二百人的副堂。於2017年2月12日舉行開工感恩禮拜，2018年9月9日舉行宣教中心上樑感恩禮拜，於2020年竣工，9月20日舉行感恩禮拜。目前，台北濟南教會主日第二場禮拜(華語)在十一點於小禮拜堂舉行，香港人崇拜（粵語）下午二點於小禮拜堂舉行。

### 歷任牧師
| 任期     | 姓名             | 職稱                 | 上任日期   | 離任日期   | 備註 |
| -------- | ---------------- | -------------------- | ---------- | ---------- | --- |
| 第一任   | 河合龜輔         | 牧師                 | 1896年5月  | 1912年1月  | 日本山形縣人，明治學院大學神學院畢業。 上任前任職於日本赤坂、印旛教會。 離任後任職於日本北九州戶畑、若松、八幡等教會。                                                                                         |
| 第二任   | 大谷虞           | 牧師                 | 1912年1月  | 1916年1月  | 日本高知縣人，明治學院大學神學院畢業。 曾受邀任職東京神學社教授（今東京神學大學前身）。 上任前任職於日本上田、廣島、京都、神戶、富士見町教會。 離任後任職於中國上海、日本山口教會等教會。                      |
| 第三任   | 光小太郎         | 牧師                 | 1917年1月  | 1918年1月  | 日本人，離任後任職於日本鹿兒島、東京等教會。 |
| 第四任   | 上與二郎         | 牧師                 | 1918年5月  | 1947年5月  | 日本鹿兒島縣人，東京神學院畢業（今東京神學大學）。 上任前任職於日本鹿兒島、台北太平町（今大稻埕教會）教會。 離任後任職於日本千歲教會。                                                                         |
| 第四任   | 子島友熊         | 副牧師               | 1921年4月  | 缺         | 日本人，明治學院大學神學院畢業。 上任前任職於日本日川、佐渡、國川、原田、有田町教會。 離任後任職於台中教會。                                                                                                   |
| 第五任   | 郭和烈           | 牧師                 | 1947年4月  | 1952年8月  | 第一位台籍牧師，日本東京神學大學畢業、美國費城威斯敏斯德神學大學進修。 上任前任職於頭城、三重埔、中壢教會、台北神學校董事（今台灣神學院）。 離任後任職於長老教會七星中會議長、聖經學院、台灣神學院代理院長等。 |
| 第六任   | 吳天命           | 牧師                 | 1953年1月  | 1960年1月  | 桃園縣人，日本明治學院大學神學院畢業。 上任前任職於台北神學校代理院長（今台灣神學院）、奎府町、北投、艋舺、汐止教會。 任職期間任聖經學院董事，1960年1月6日因車禍而逝世。                                       |
| 第七任   | 許鴻謨           | 牧師                 | 1961年1月  | 1972年1月  | |
| 第八任   | 翁修恭           | 主任牧師             | 1973年8月  | 1994年7月  | 1995年8月至1996年7月任暫代牧師，1997年3月按立為榮譽牧師，2017年8月逝世。 |
| 第八任   | 莊嘉信           | 副牧師（關懷教育）   | 1991年6月  | 1994年6月  | |
| 第九任   | 王南傑           | 牧師                 | 1997年1月  | 1998年6月  | |
| 第十任   | 蕭文政           | 主任牧師             | 2000年10月 | 2004年9月  | |
| 第十任   | 王怡方           | 副牧師（教育）       | 2002年8月  | 2006年7月  | |
| 第十任   | 蘇慧瑛           | 副牧師（教育）       | 2002年8月  | 2005年7月  | 2006年8月至2007年7月間為受託牧師 |
| 第十一任 | 王怡方           | 主任牧師             | 2007年8月  | 2012年12月 | |
| 第十一任 | 蘇慧瑛           | 副牧師（教育）       | 2007年10月 | 2012年7月  | |
| 第十二任 | 黃春生           | 主任牧師             | 2015年9月  | 現任       | 原任台北中會重新教會牧師，馬偕紀念醫院第十六屆董事長，七星中會第七十屆議長 |
| 第十二任 | 林吟洋           | 副牧師（關懷）       | 2015年11月 | 2024年3月  | 曾任七星中會濟南教會執事、長老，2011年8月受聘為傳道，2015年11月封牧，於2024年3月31日退任 |
| 第十二任 | 陳良智           | 副牧師（教育）       | 2016年12月 | 2022年2月  | 轉任七星中會汐止教會牧師 |
| 第十二任 | 鄭仰恩           | 副牧師（神學與教育） | 2022年8月  | 現任       | 台灣神學院歷史神學退休教授 |
| 第十二任 | 趙河英（조하영） | 宣教牧師             | 2019年12月 | 現任       | 韓國基督長老會（PROK）首爾北中會宣教師 |
| 第十二任 | 朴根英（박근영） | 宣教牧師             | 2019年12月 | 現任       | 韓國基督長老會（PROK）首爾北中會宣教師 |
| 第十二任 | 張佳韻           | 副牧師（關懷）       | 2024年8月  | 現任       | 自壽山中會羅雅教會調任 |

## 設計

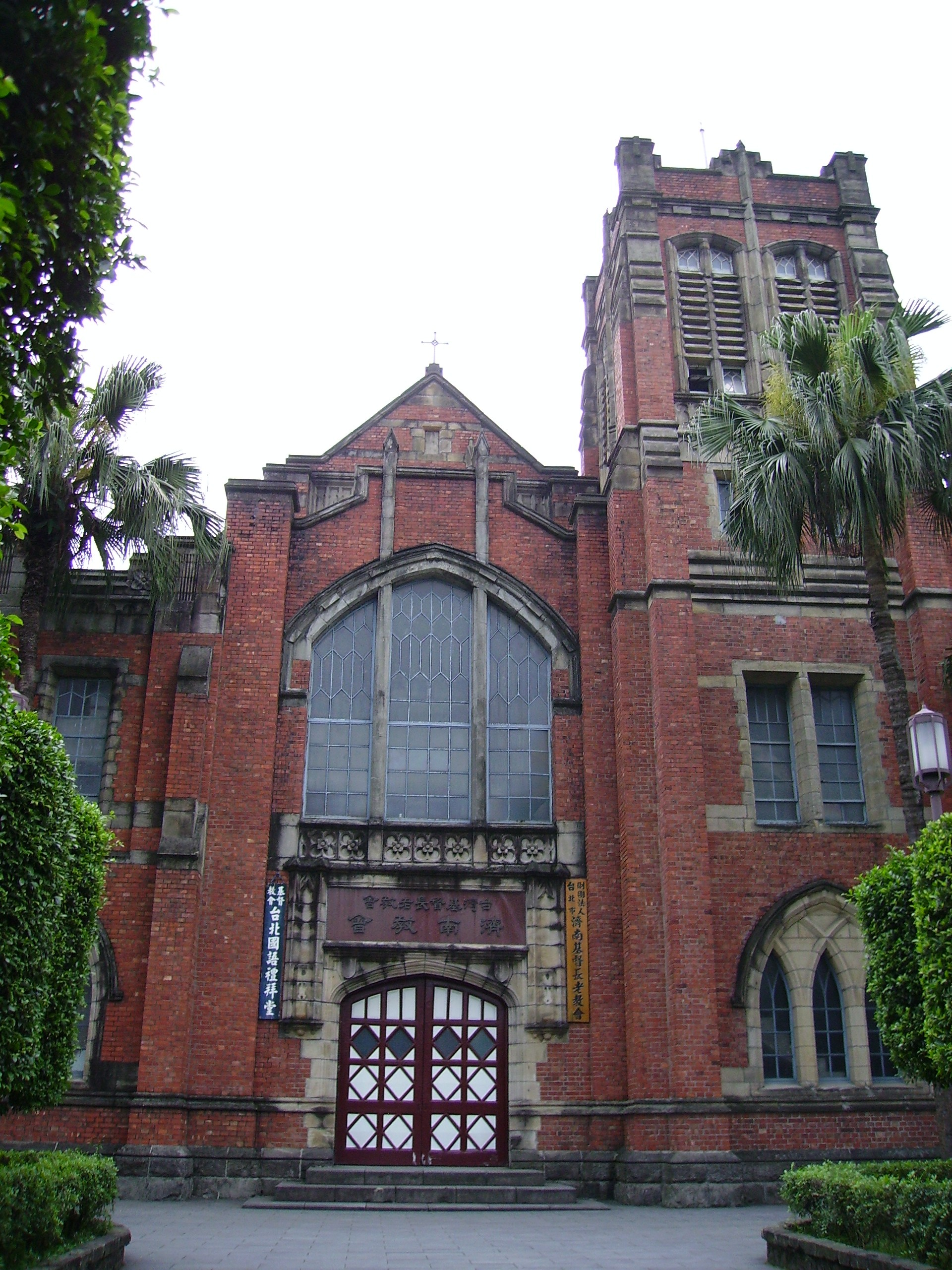
濟南教會禮拜堂

濟南基督長老教會因為其宗教性，其特色與井手薰其他作品略有不同。外觀方面，井手薰採用哥德式建築的小尖塔、塔樓，誇張線條設計，石雕百葉窗。其中唭哩岸石所砌成的拱門，尤為特色。不過在另一方面，用清水磚刻意造成的紅磚裸露與仍由唭哩岸石搭配的丁掛外表，則又較為接近英國維多利亞時期的磚造小教堂風格。除此，接連於該教堂後方的主日學教室，也一併採磚造的歐風平房建築。另外，該教堂坐東朝西，西側仍配置基督新教教堂特有的幾何型玻璃裝飾，內部採鋼骨挑高骨架，將木樑架在鋼骨衍架上，且在屋頂舖設原木木板與瓦片，呈現了空曠且莊嚴的傳道會場。